# Euproctis arenacea
Euproctis arenacea är en fjärilsart som beskrevs av Carl von Linné 1767. Euproctis arenacea ingår i släktet Euproctis och familjen tofsspinnare. Inga underarter finns listade i Catalogue of Life.